# The Lumineers (album)
The Lumineers è l'album in studio di debutto del gruppo musicale statunitense The Lumineers, pubblicato il 3 aprile 2012 negli Stati Uniti ed il 24 agosto successivo in Italia.
Il disco si è piazzato all'undicesimo posto della classifica statunitense degli album, trainato dal singolo di lancio Ho Hey che ha riscosso un forte successo commerciale su scala globale ed è stato inserito anche al ventisettesimo posto fra le cinquanta miglior canzoni del 2012 secondo la rivista Rolling Stone.

## Tracce
Testi e musiche di Wesley Schultz e Jeremiah Fraites, eccetto dove indicato diversamente.
1. Flowers in Your Hair – 1:49
2. Classy Girls – 2:45
3. Submarines – 2:43
4. Dead Sea – 4:07
5. Ho Hey – 2:43
6. Slow It Down – 5:07
7. Stubborn Love – 4:39
8. Big Parade – 5:27
9. Charlie Boy – 4:21
10. Flapper Girl – 3:15
11. Morning Song – 5:16

Tracce bonus nell'edizione deluxe
1. Ain't Nobody's Problem – 4:56
2. This Must Be the Place (Naive Melody) – 3:50 (David Byrne, Chris Frantz, Jerry Harrison, Tina Weymouth)
3. Elouise – 2:27
4. Darlene – 2:59
5. Slow It Down (Live) – 4:39

## Formazione
- Wesley Schultz – voce solista, chitarre, bassi, tastiere, bouzuki, effetti, batteria, percussioni, ukelele
- Jeremiah Fraites – batteria, percussioni, voce, violino, chitarra, mandolino

## Classifiche
| Classifica                | Posizione |
| ------------------------- | --------- |
| Belgio (Vallonia)         | 49        |
| Canada                    | 2         |
| Italia                    | 24        |
| Nuova Zelanda             | 2         |
| Portogallo                | 26        |
| Regno Unito               | 8         |
| Stati Uniti               | 2         |
| Stati Uniti (independent) | 1         |

## Date di pubblicazione
| Regione     | Data           | Formato              | Etichetta              |
| ----------- | -------------- | -------------------- | ---------------------- |
| Stati Uniti | 3 aprile 2012  | Digital download, CD | Dualtone Records       |
| Italia      | 24 agosto 2012 | Digital download, CD | Universal Music Italia |